# Puchar Świata w Kolarstwie Górskim 1999
Puchar Świata w kolarstwie górskim w sezonie 1999 to 9. edycja tej imprezy. Organizowany przez UCI, obejmował zawody dla kobiet i mężczyzn w cross-country, downhillu oraz dual-slalomie. Pierwsze zawody odbyły się 27 marca w amerykańskim Napa Valley, a ostatnie 5 września 1999 roku w belgijskim Houffalize.
Pucharu Świata w cross-country bronili: Kanadyjka Alison Sydor wśród kobiet oraz Australijczyk Cadel Evans wśród mężczyzn, w downhillu: Francuzka Anne-Caroline Chausson wśród kobiet oraz jej rodak Nicolas Vouilloz wśród mężczyzn, a w dual-slalomie: Australijka Katrina Miller wśród kobiet oraz Amerykanin Brian Lopes wśród mężczyzn. W tym sezonie w cross-country triumfowali ponownie Sydor i Evans, w downhillu najlepsi byli ponownie Chausson i Vouilloz, a w dual-slalomie zwyciężyli: Australijka Katrina Miller wśród kobiet oraz Amerykanin Eric Carter wśród mężczyzn.

## Wyniki

### Cross-country
| Data                 | Miejsce          | Podium (mężczyźni)  | Podium (kobiety)    |
|                      |                  |                     |                     |
| 28 marca 1999        | Napa Valley      | Miguel Martinez     | Alison Dunlap       |
| 28 marca 1999        | Napa Valley      | Cadel Evans         | Gunn-Rita Dahle     |
| 28 marca 1999        | Napa Valley      | Gregory Vollet      | Alison Sydor        |
|                      |                  |                     |                     |
| 10 kwietnia 1999     | Sydney           | Gregory Vollet      | Alison Sydor        |
| 10 kwietnia 1999     | Sydney           | Cadel Evans         | Mary Grigson        |
| 10 kwietnia 1999     | Sydney           | Jérôme Chiotti      | Gunn-Rita Dahle     |
|                      |                  |                     |                     |
| 24 kwietnia 1999     | Madryt           | Cadel Evans         | Margarita Fullana   |
| 24 kwietnia 1999     | Madryt           | Bas van Dooren      | Alison Sydor        |
| 24 kwietnia 1999     | Madryt           | Miguel Martinez     | Gunn-Rita Dahle     |
|                      |                  |                     |                     |
| 8 maja 1999          | St. Wendel       | Filip Meirhaeghe    | Paola Pezzo         |
| 8 maja 1999          | St. Wendel       | Bas van Dooren      | Alison Sydor        |
| 8 maja 1999          | St. Wendel       | Miguel Martinez     | Gunn-Rita Dahle     |
|                      |                  |                     |                     |
| 15 maja 1999         | Plymouth         | Bas van Dooren      | Margarita Fullana   |
| 15 maja 1999         | Plymouth         | Christoph Sauser    | Gunn-Rita Dahle     |
| 15 maja 1999         | Plymouth         | Filip Meirhaeghe    | Alison Sydor        |
|                      |                  |                     |                     |
| 26 czerwca 1999      | Big Bear Lake    | Christoph Sauser    | Alison Sydor        |
| 26 czerwca 1999      | Big Bear Lake    | Cadel Evans         | Annabella Stropparo |
| 26 czerwca 1999      | Big Bear Lake    | Patrick Tolhoek     | Caroline Alexander  |
|                      |                  |                     |                     |
| 3 lipca 1999         | Canmore          | Thomas Frischknecht | Gunn-Rita Dahle     |
| 3 lipca 1999         | Canmore          | Cadel Evans         | Caroline Alexander  |
| 3 lipca 1999         | Canmore          | Miguel Martinez     | Alison Sydor        |
|                      |                  |                     |                     |
| 5 września 1999      | Houffalize       | Christophe Dupouey  | Margarita Fullana   |
| 5 września 1999      | Houffalize       | Michael Rasmussen   | Gunn-Rita Dahle     |
| 5 września 1999      | Houffalize       | Cadel Evans         | Barbara Blatter     |
|                      |                  |                     |                     |
|                      |                  | Podium (mężczyźni)  | Podium (kobiety)    |
| Klasyfikacja końcowa | Puchar Świata XC | Cadel Evans         | Alison Sydor        |
| Klasyfikacja końcowa | Puchar Świata XC | Miguel Martinez     | Gunn-Rita Dahle     |
| Klasyfikacja końcowa | Puchar Świata XC | Christoph Sauser    | Annabella Stropparo |

### Downhill
| Data                 | Miejsce          | Podium (mężczyźni) | Podium (kobiety)       |
|                      |                  |                    |                        |
| 22 maja 1999         | Les Gets         | Steve Peat         | Anne-Caroline Chausson |
| 22 maja 1999         | Les Gets         | Cédric Gracia      | Missy Giove            |
| 22 maja 1999         | Les Gets         | Nicolas Vouilloz   | Marla Streb            |
|                      |                  |                    |                        |
| 29 maja 1999         | Maribor          | Nicolas Vouilloz   | Sari Jorgensen         |
| 29 maja 1999         | Maribor          | Steve Peat         | Leigh Donovan          |
| 29 maja 1999         | Maribor          | Gerwin Peters      | Katja Repo             |
|                      |                  |                    |                        |
| 5 czerwca 1999       | Nevegal          | Nicolas Vouilloz   | Anne-Caroline Chausson |
| 5 czerwca 1999       | Nevegal          | Mickaël Pascal     | Missy Giove            |
| 5 czerwca 1999       | Nevegal          | Steve Peat         | Marielle Saner         |
|                      |                  |                    |                        |
| 26 czerwca 1999      | Big Bear Lake    | Shaun Palmer       | Missy Giove            |
| 26 czerwca 1999      | Big Bear Lake    | Steve Peat         | Anne-Caroline Chausson |
| 26 czerwca 1999      | Big Bear Lake    | Gerwin Peters      | Marla Streb            |
|                      |                  |                    |                        |
| 10 lipca 1999        | Squaw Valley     | Nicolas Vouilloz   | Anne-Caroline Chausson |
| 10 lipca 1999        | Squaw Valley     | Chris Kovarik      | Mercedes González      |
| 10 lipca 1999        | Squaw Valley     | David Vazquez      | Katja Repo             |
|                      |                  |                    |                        |
| 31 lipca 1999        | Mont-Sainte-Anne | Steve Peat         | Anne-Caroline Chausson |
| 31 lipca 1999        | Mont-Sainte-Anne | Nicolas Vouilloz   | Missy Giove            |
| 31 lipca 1999        | Mont-Sainte-Anne | Mickaël Pascal     | Leigh Donovan          |
|                      |                  |                    |                        |
| 7 sierpnia 1999      | Bromont          | Nicolas Vouilloz   | Anne-Caroline Chausson |
| 7 sierpnia 1999      | Bromont          | Mickaël Pascal     | Katja Repo             |
| 7 sierpnia 1999      | Bromont          | Eric Carter        | Marla Streb            |
|                      |                  |                    |                        |
| 15 sierpnia 1999     | Kaprun           | Gerwin Peters      | Anne-Caroline Chausson |
| 15 sierpnia 1999     | Kaprun           | Johan Engström     | Sari Jorgensen         |
| 15 sierpnia 1999     | Kaprun           | Marcus Klausmann   | Sabrina Jonnier        |
|                      |                  |                    |                        |
|                      |                  | Podium (mężczyźni) | Podium (kobiety)       |
| Klasyfikacja końcowa | Puchar Świata DH | Nicolas Vouilloz   | Anne-Caroline Chausson |
| Klasyfikacja końcowa | Puchar Świata DH | Steve Peat         | Missy Giove            |
| Klasyfikacja końcowa | Puchar Świata DH | Gerwin Peters      | Katja Repo             |

### Dual-slalom
| Data                 | Miejsce          | Podium (mężczyźni) | Podium (kobiety) |
|                      |                  |                    |                  |
| 22 maja 1999         | Les Gets         | Brian Lopes        | Katrina Miller   |
| 22 maja 1999         | Les Gets         | Filip Polc         | Emma Guy         |
| 22 maja 1999         | Les Gets         | Cédric Gracia      | Leigh Donovan    |
|                      |                  |                    |                  |
| 29 maja 1999         | Maribor          | Karim Amour        | Katrina Miller   |
| 29 maja 1999         | Maribor          | Mike King          | Tara Llanes      |
| 29 maja 1999         | Maribor          | Cédric Gracia      | Leigh Donovan    |
|                      |                  |                    |                  |
| 5 czerwca 1999       | Nevegal          | Brian Lopes        | Katrina Miller   |
| 5 czerwca 1999       | Nevegal          | Dave Cullinan      | Tara Llanes      |
| 5 czerwca 1999       | Nevegal          | Cédric Gracia      | Sari Jorgensen   |
|                      |                  |                    |                  |
| 26 czerwca 1999      | Big Bear Lake    | Brian Lopes        | Katrina Miller   |
| 26 czerwca 1999      | Big Bear Lake    | Mike King          | Leigh Donovan    |
| 26 czerwca 1999      | Big Bear Lake    | Eric Carter        | Tai-Lee Muxlow   |
|                      |                  |                    |                  |
| 10 lipca 1999        | Squaw Valley     | Brian Lopes        | Tara Llanes      |
| 10 lipca 1999        | Squaw Valley     | Eric Carter        | Leigh Donovan    |
| 10 lipca 1999        | Squaw Valley     | Karim Amour        | Sari Jorgensen   |
|                      |                  |                    |                  |
| 31 lipca 1999        | Mont-Sainte-Anne | Brian Lopes        | Katrina Miller   |
| 31 lipca 1999        | Mont-Sainte-Anne | Dave Cullinan      | Malin Lindgren   |
| 31 lipca 1999        | Mont-Sainte-Anne | Michal Maroši      | Sari Jorgensen   |
|                      |                  |                    |                  |
| 7 sierpnia 1999      | Bromont          | Wade Bootes        | Katrina Miller   |
| 7 sierpnia 1999      | Bromont          | Eric Carter        | Leigh Donovan    |
| 7 sierpnia 1999      | Bromont          | Cédric Gracia      | Cheri Elliott    |
|                      |                  |                    |                  |
| 14 sierpnia 1999     | Kaprun           | Eric Carter        | Katrina Miller   |
| 14 sierpnia 1999     | Kaprun           | Mike King          | Leigh Donovan    |
| 14 sierpnia 1999     | Kaprun           | Cédric Gracia      | Helen Mortimer   |
|                      |                  |                    |                  |
|                      |                  | Podium (mężczyźni) | Podium (kobiety) |
| Klasyfikacja końcowa | Puchar Świata DS | Eric Carter        | Katrina Miller   |
| Klasyfikacja końcowa | Puchar Świata DS | Brian Lopes        | Leigh Donovan    |
| Klasyfikacja końcowa | Puchar Świata DS | Cédric Gracia      | Tara Llanes      |